# Повстання в Чечні (1932)
Повстання в Чечні 1932 — спалахнуло на початку 1932 року у зв'язку з колективізацією в Чечні масштабне повстання, в якому взяли участь і значна частина російського населення надтеревих козацьких станиць.

## Хід повстання
На початку березня поблизу села Беной повстанці провели нараду, на якій прийняли рішення розпочати 23 березня озброєне повстання проти Радянської влади. Керував повсталими виходець із села Шуані Моца Шуанінський.
Повсталі планували захопити промисли Стерч-Керч, станцію Гудермес і надалі діяти за обставинами. Але місцевому ГПУ через своїх інформаторів вдалося спровокувати передчасне повстання, яке було жорстоко придушене. Усього у цій справі було заарештовано до 3 тисяч осіб.
Повсталі чеченці наділили Моцу Шуанінського титулом імаму і рушили через Шуані у бік Беноя. Війська ОГПУ намагалися самостійно придушити повсталих, але зустрівши серйозний опір, були змушені звернутися за допомогою до Червоної Армії. Повстання було придушене в березні 1932 року, причому цілі аули були депортовані за межі Північного Кавказу.
Повстання придушувала 28-а гірничострілецька дивізія, начальником штабу якої в цей час був Микола Ватутін.